# Château de Dunrobin
Le château de Dunrobin (Dunrobin Castle) est une imposante résidence située à Golspie dans le comté du Sutherland, dans la région des Highlands en Écosse. Il est le domicile de la comtesse de Sutherland et le siège du clan Sutherland (en). Il est situé à 1,6 km au nord de Golspie et environ 8 km au sud de Brora, sur le Dornoch Firth près de la route A9. À proximité du château se trouve la gare de Dunrobin, sur la ligne de chemin de fer du Grand Nord (en), qui était à l'origine une gare privée réservée au château. 
L'origine du château se situe au Moyen Âge, mais la plus grande partie de l'actuel bâtiment est l'œuvre de Charles Barry, l'architecte du Palais de Westminster à Londres, qui a grandement étendu les bâtiments en 1845. Il se présente comme un château où « le style Renaissance française rencontre le style baronial écossais ». Certains bâtiments d'origine sont encore visibles depuis la cour intérieure.
Le château renferme de beaux exemples de mobilier français du XVIIIe siècle, ainsi que de nombreux tableaux et portraits par John Hoppner, Edwin Landseer, Joshua Reynolds, George Romney, Franz Xaver Winterhalter, etc.
Le château apparait notamment dans un plan du film de Stanley Kubrick, Barry Lyndon.

### Source
- (en) Cet article est partiellement ou en totalité issu de l’article de Wikipédia en anglais intitulé « Dunrobin Castle » (voir la liste des auteurs).